# Burthecourt-aux-Chênes
 Burthecourt-aux-Chênes  là một xã của tỉnh Meurthe-et-Moselle, thuộc vùng Grand Est, đông bắc nước Pháp. Xã này nằm ở khu vực có độ cao trung bình 310 mét trên mực nước biển.